# Jemen na Letnich Igrzyskach Olimpijskich 2000
Jemen na Letnich Igrzyskach Olimpijskich 2000 reprezentowało 2 zawodników, 1 mężczyzna i 1 kobieta.

## Skład kadry

### Lekkoatletyka
- Basheer Al Khewani – bieg na 400 m mężczyzn (odpadł w 1. rundzie eliminacji)
- Hana Ali Saleh – bieg na 200 m kobiet (odpadła w 1. rundzie eliminacji)